# الفاروق الخيرية لرعاية الأيتام
الفاروق الخيرية لرعاية الأيتام هي منظمة أهلية أردنية غير ربحية تأسست عام 1991 في مخيم إربد شمال الأردن، بموجب الترخيص رقم 419914036 وتحت إشراف وزارة التنمية الاجتماعية. تُعنى بتقديم خدمات شاملة للأيتام وأسرهم، تشمل التعليم، الصحة، التمكين الاقتصادي، والدعم الاجتماعي، مع التزام بالحوكمة والاستدامة. وقد حصلت عام 2024 على ميدالية اليوبيل الفضي من جلالة عبد الله الثاني بن الحسين تقديرًا لدورها المجتمعي والإنساني.

## التأسيس والمسيرة
انبثقت الفكرة من جهود شبابية تطوعية في محافظة إربد، استجابة لتزايد أعداد الأيتام المحتاجين للرعاية. انطلقت من مقر مستأجر محدود الإمكانيات، وتطورت خلال أكثر من 30 عامًا لتصبح واحدة من أبرز المنظمات الخيرية في شمال المملكة.

## الرؤية والرسالة
- الرؤية: أن تكون الفاروق الخيرية الشريك المفضل في تقديم الخدمات للأيتام والمجتمع المحلي بشفافية.
- الرسالة: تقديم خدمات تنموية وإنسانية شاملة باستخدام أدوات تقنية حديثة وأفكار إبداعية، بالشراكة مع منظمات محلية ودولية، ووفق تعاليم الشريعة الإسلامية.

## القيم المؤسسية
- الرحمة
- النزاهة
- التمكين
- التعاون
- الشفافية
- المساءلة

## الأهداف الإستراتيجية
- دعم الأسر المحتاجة بالمساعدات العينية والنقدية.
- تطوير بنية تحتية تعليمية وصحية متكاملة.
- تمكين الأرامل والشباب عبر برامج التدريب والتشغيل.
- تنمية مشاريع إنتاجية لتحقيق الاكتفاء الذاتي.
- إدارة أوقاف خيرية تدعم برامج مستدامة.

## البرامج والخدمات
- كفالات الأيتام: تشمل النقدية، التعليمية، والتموينية.
- الروضة والمدرسة: تقدم تعليمًا نوعيًا مجانًا لـ 15% من الطلاب الأيتام.
- مراكز طبية: 18 عيادة تشمل الطب العام، الأسنان، النسائية، التغذية، الليزر، والعلاج الطبيعي.[3]
- مشغل آل ياسين: لتدريب الفتيات على الخياطة وإنتاج الزي المدرسي والبطانيات.
- المطبخ الإنتاجي: يوفر وجبات جاهزة للمحتاجين ويشغّل الأرامل.
- بنك الطعام وبنك الملابس: دعم أساسي للأسر عبر كوبونات ومنصات إلكترونية.
- الوقف الخيري: يتضمن 20 شقة مؤجرة يعود ريعها للأيتام.
- مساكن الأيتام: سكن دائم للأسر ذات الظروف الخاصة.
- غابة الفاروق: مشروع بيئي تشجيري بالشراكة مع وزارة الزراعة.
- برنامج الدعم النفسي والتربوي: يشمل الإرشاد، دمج ذوي الإعاقة، وتقوية دراسية.

## الحوكمة والإدارة
تعتمد المنظمة نظام حوكمة متكامل يشمل:
- هيكل تنظيمي مؤسسي
- نشر تقارير مالية سنوية
- مراجعة داخلية وخارجية
- تفاعل مستمر مع الجهات الرقابية

## فروع ومراكز
- المقر الرئيسي: مخيم إربد
- فرع عمان
- مراكز طبية في إربد ولواء بني عبيد
- مركز تعليمي يضم 11 حافلة ويخدم أكثر من 450 طالبًا

## التغطية الإعلامية
- اليابان تسلم معدات وأجهزة طبية للفاروق الخيرية – سواليف
- الفاروق الخيرية تحتفل بيوم اليتيم العربي – سواليف
- الفاروق الخيرية تتسلم شحنة تمور من محسن سعودي – المدينة الإخبارية

## روابط خارجية
- الموقع الرسمي
- أرشيف الموقع الرسمي